# Nyéki vadászkastély
A nyéki vadászkastély egy elpusztult középkori vadászkastély Budapest II. kerületében, a történelmi Nyék település (és egyben az azonos nevű mai városrész) mellett.

## Története

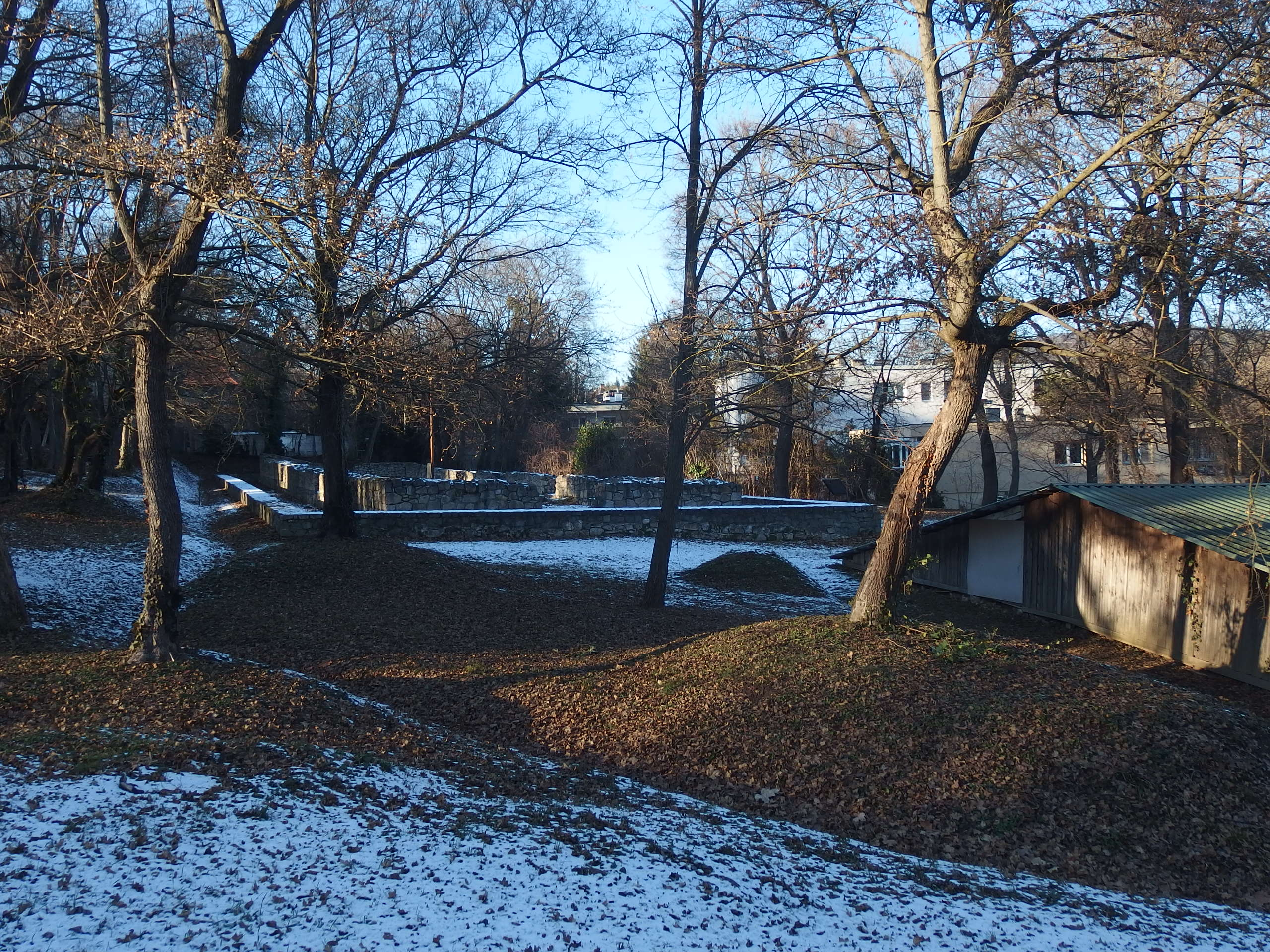
A romok a Fekete István utca irányából

Számos feljegyzés említi Mátyás király vadászkastélyát és vadasparkját, de ezek konkrét helyéről még a 19. század végén is vita folyt. Az egykori ősi település, Nyék helyét – ahol a kastély is állt – sokáig a Svábhegyen keresték. A reneszánsz épületet az uralkodó udvari történetírója, Antonio Bonfini említette először, aki 3 mérföldnyi távolságra helyezte Budától. A sok-sok keresés után a helyszínre Garády Sándor bukkant 1931-ben, amikor is a budai Vár Bécsi kapujától Hidegkút felé felmérte ezt a távolságot (4 és fél kilométer), és a Szép Ilona és a Lipótmező között (a mai Hűvösvölgyi út 78. szám alatt) fellelte a kastély romjait.
A bő tíz évig tartó ásatások feltárták az épület alapjait, és számos értékes lelettel is szolgáltak. Az épületet fal vette körül, kapuja a Hűvösvölgyi út felől nyílt.

## Épületek és temető

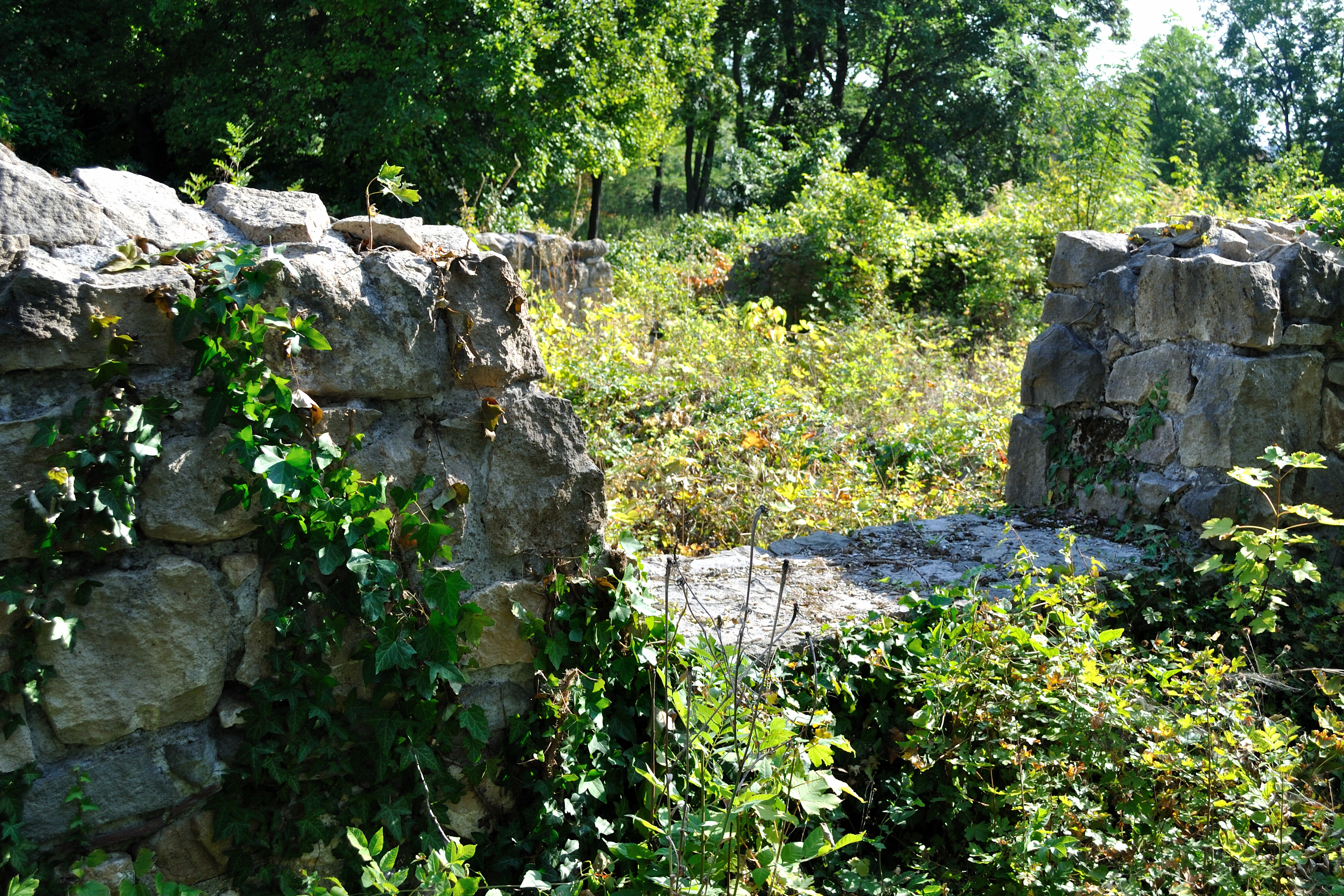
A romok közelről

A vadászkastély mellett egy nyaralóra is rátaláltak, amely alatt Zsigmond-kori (14-15. század fordulója) vadászlak maradványaira bukkantak, melyet az uralkodó használhatott. Emellett egy műhely is működött, ahol a budai és visegrádi paloták kályháit készítették. Mátyás 1480-ban kezdte meg a régi épületek helyén az építkezést. A díszes épületből több ezer faragványtöredék került elő. Az egyemeletes épület északnyugati oldalán tornác húzódott, felette széles loggia, melyről szép kilátás nyílhatott a vadaspark felé. A gazdag vadállományú, ősfákkal sűrűn borított parkot Mátyás 60 cm vastag és több méter magas fallal kerítette körül, melynek területe négy magyar négyszögmérföld volt.
A kastélyromtól 150 méterre bukkantak rá Nyék falu Árpád-kori templomának alapjaira és temetőjére. Mátyásnak Pesten is volt vadaskertje.

## Felkeresése
A Hűvösvölgyi út 78. szám alatt található rom könnyen elérhető autóbusszal és villamossal is. Bekerített és zárt területen található, látogatása bizonyos alkalmakkor, vagy előzetes bejelentkezéssel lehetséges. A Hűvösvölgyi út felől rövidebb, a Fekete István utca felől hossfzabb szakaszon részben körbejárható a kerítés mentén.